# Tremembé
Tremembé là một đô thị ở bang São Paulo của Brasil, trong tiểu vùng São José dos Campos. Đô thị này nằm ở vĩ độ 22°;57'30" độ vĩ nam và kinh độ 45º;32'58" độ vĩ tây, trên khu vực có độ cao 560 m. Dân số năm 2004 ước tính là 38.543 người. 
Đô thị này có diện tích 192,416 km². Các sông chảy qua đây có sông Paraíba do Sul và sông Una

## Các thị trưởng
- 1908 – Victorino Coelho de Carvalho
- 1911 – Antonio Lourenço Xavier
- 1926 – Francisco Coelho Ferreira
- 1932 – João Ribeiro dos Santos.
- 1933 – João Baptista Ferreira.
- 1933 – João Ribeiro dos Santos.
- 1938 – Moysés Cássio.
- 1938 – José Juvêncio Neves.
- 1940 – Hypólito José Ribeiro.
- 1944 – Apparecido Antonio Jorge.
- 1947 – Geraldo Ramos de Toledo.
- 1947 – Irani Paraná do Brasil.
- 1948 – Agostinho Manfredini
- 1952 – Octaciano Xavier de Castro
- 1956 – Américo Barbosa de Queiroz
- 1960 – José Benedito Rossi
- 1962 - Octaciano Xavier de Castro
- 1964 - José Benedito Rossi
- 1969 – Alberto Ronconi
- 1971 – Mario Gonçalves dos Santos
- 1971 – Alberto Ronconi
- 1971 – Mario Gonçalves dos Santos
- 1971 – Eugenio Ferreira da Silva
- 1972 – Herondina de Mattos Freitas
- 1973 – Paulo Barbosa Rangel
- 1977 – Julio Vieira
- 1983 – Messias Paredão Nascimento de Lima
- 1989 – Julio Celso Otani
- 1993 - Messias Paredão Nascimento de Lima
- 1995 – Antonio Carlos Ferreira
- 1997 – Mario Carneiro Leão
- 1999 – Orozimbo Lúcio da Silva
- 2001 – Orozimbo Lúcio da Silva
- 2005 – José Antonio de Barros Neto

### Các xa lộ
- SP-70
- SP-123
- BR-116